# Régiment de l'Île-de-Bourbon
Le régiment de l'Île-de-Bourbon est un régiment d'infanterie des colonies du royaume de France, créé en 1772, devenu sous la Révolution le 111e régiment d'infanterie de ligne.

## Création et différentes dénominations
- 18 août 1772 : création du régiment de l'Île-de-Bourbon
- 15 mai 1793 : renommé 111e régiment d’infanterie de ligne

## Mestres de camp et colonels
- 18 août 1772 : N. de Saint-Marc
- 25 octobre 1776 : N. de Friedmont
- 21 avril 1784 : Camille-Charles Le Clerc de Fresne
- 15 mai 1793 : Gabriel Claude Descoublant de La Rougerie[1]

## Historique des garnisons, combats et batailles du régiment

### Création
Le « régiment de l'Île-de-Bourbon » est formé le 18 décembre 1772 avec une partie de la légion de l'Île-de-France et des détachements des régiments Royal-Comtois, de Clare, d'Artois et de Normandie.
Par ordonnance du 21 janvier 1775, le régiment est supprimé et ses deux bataillons incorporent le régiment de l'Île-de-France.
Par ordonnance du 25 octobre 1776, le « régiment de l'Île-de-Bourbon » est rétabli, remettant le régiment de l'Île-de-France à 2 bataillons.

### Guerre franco-britannique
Le régiment prend une part à la guerre soutenue dans l'Inde en 1782 et 1783 et assiste, le 3 septembre 1782 sur le vaisseau l'Illustre (en) à la bataille de Trinquemalay, ainsi qu'à la plupart des combats livrés par le bailli de Suffren. 
A la paix, il reprend ses quartiers dans les îles de l'océan Indien.

### Révolution française
À l'époque de la Révolution, il ne compte plus qu'un bataillon. 
Le décret du 5 mai 1792 réunit ce bataillon au bataillon d'Afrique créé le 21 janvier 1775, et au bataillon de la Guyane créé le 20 mai 1785, pour composer le 111e régiment d'infanterie, qui ne put être formé que le 15 mai 1793, après la rentrée en France des divers débris des troupes coloniales qui lui étaient destinés.

## Sources et Bibliographie
: document utilisé comme source pour la rédaction de cet article.
- Louis Susane : Histoire de l'ancienne infanterie française, Tome 7
- Historiques des corps de troupe de l'armée française (1569-1900)
- Émile Mignot de Lyden : Nos 144 Régiments de ligne